# Цековка

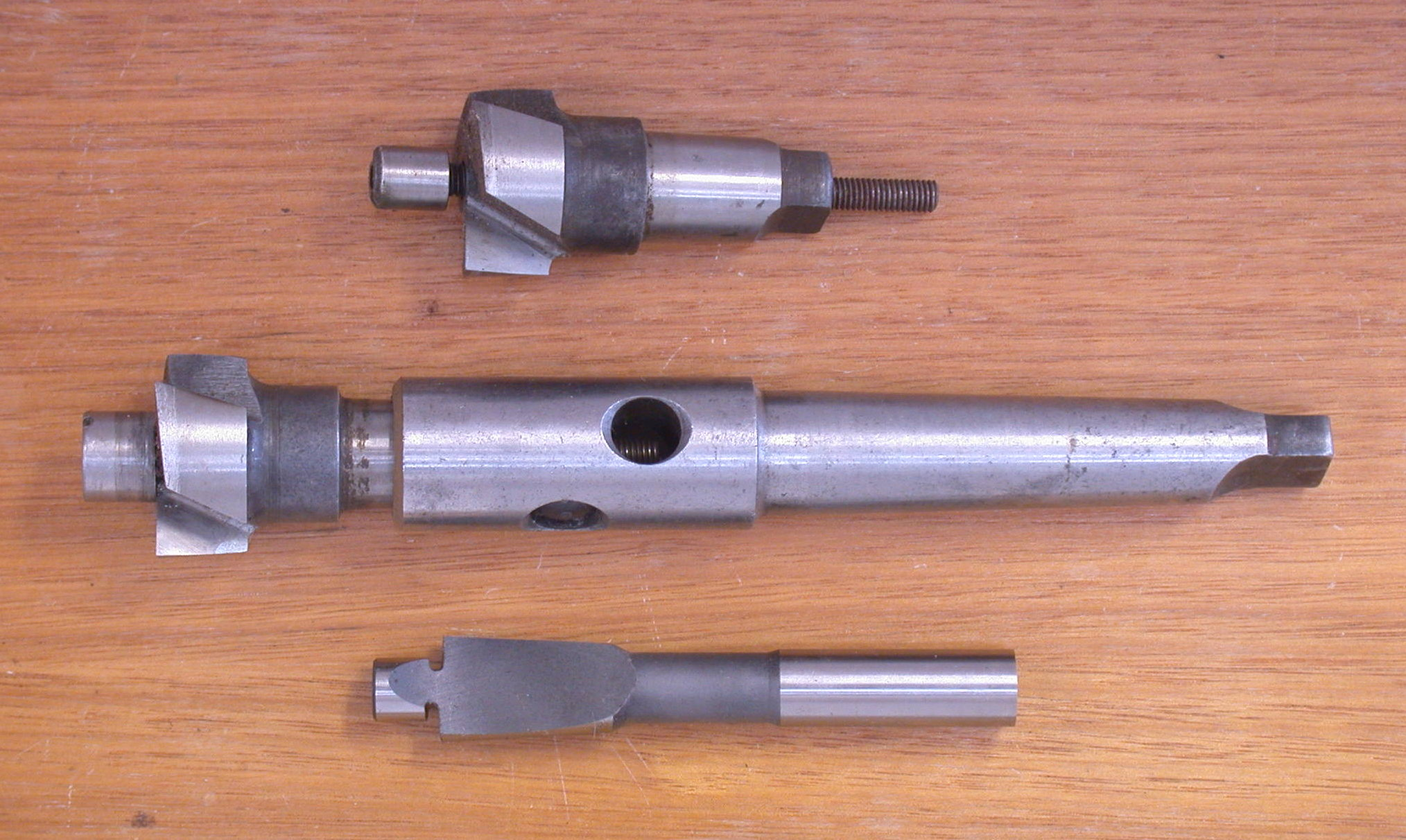
Цековки з напрямними цапфами

А — свердління; В — розточування; С — розвірчування; D — зенкерування; E, F — цекування (торцеве зенкування); G — зенкування; H — нарізання різі

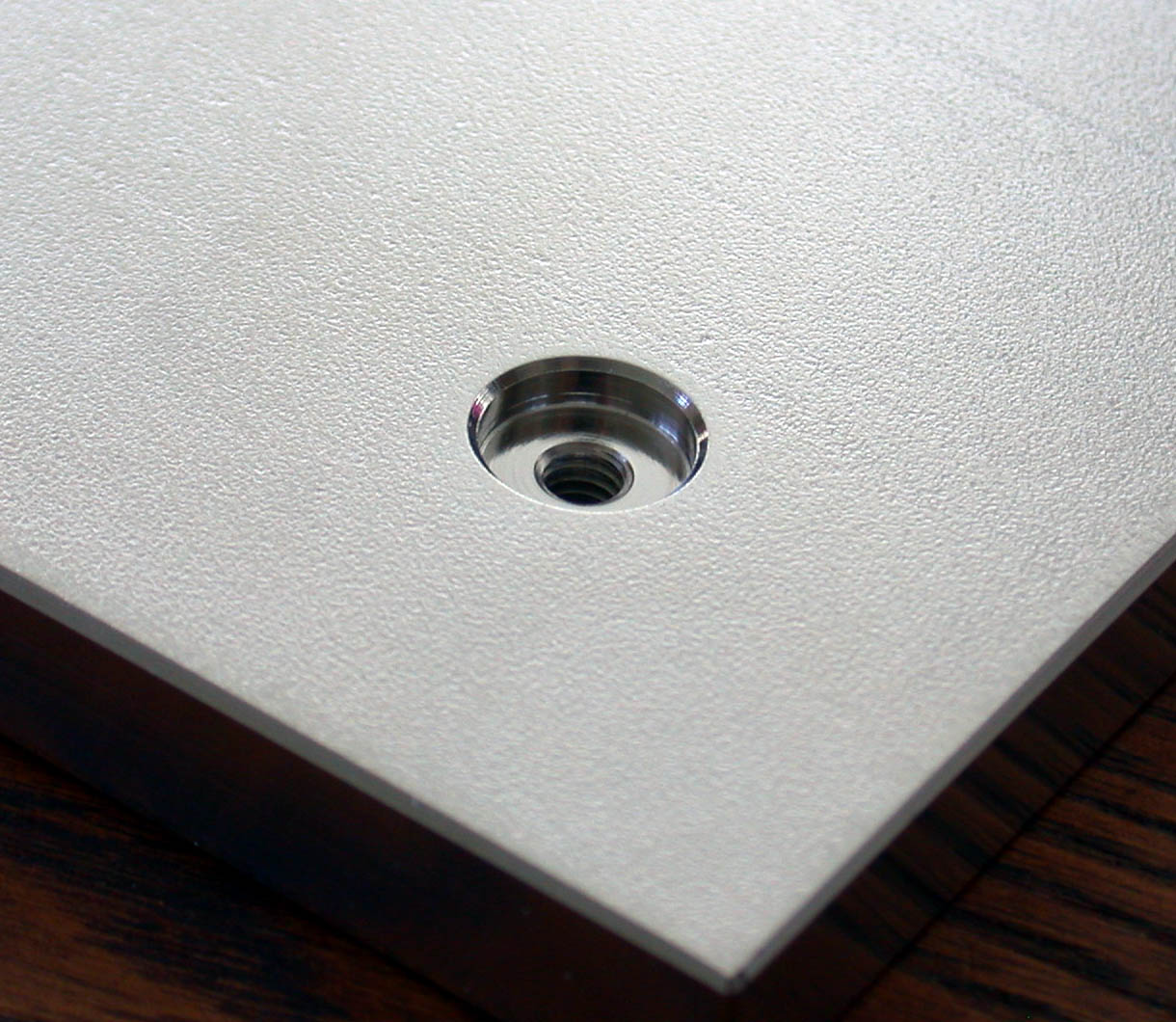
Результат обробки цековкою

Цеко́вка — осьовий багатолезовий інструмент для оброблення циліндричної або торцевої ділянки отвору заготовки. Цековка може розглядатись як різновид зенкера або зенківки призначений для торцевого оброблення.
Застосовується для обробки просвердлених отворів під головки болтів, гвинтів і заклепок.
Цековка може мати нижню гладку напрямну частину, яка вставляється в отвір, навколо якого проводиться обробка, що дозволяє витримувати взаємну перпендикулярність оброблюваної поверхні і осі отвору.
Цековки за ГОСТ 26258-87 виготовляються чотирьох типів:
тип 1 — з постійною напрямною цапфою і циліндричним хвостовиком;
тип 2 — зі змінною напрямною цапфою й конічним хвостовиком;
тип 3 — зі змінною напрямною цапфою насадні;
тип 4 — зі змінною напрямною цапфою й хвостовиком під штифтовий замок.
Цековки типів 2…4 виготовляють у двох виконаннях:
- виконання 1 — цековки з робочою частиною із швидкорізальної сталі;
- виконання 2 — цековки з робочою частиною, оснащеною твердосплавними пластинами.

Цековки типу 1 виготовляють лише у 1-му виконання.
Цекування — процес обробки за допомогою цековки отвору в деталі з метою утворення гнізд під потайні головки кріпильних елементів (заклепок, болтів, гвинтів). Цекування виконується на свердлильних, розточувальних та інших металорізальних верстатах.